# Mile Dedaković
Mile Dedaković, ps. „Jastreb” (ur. 4 sierpnia 1951 w Nijemci) – chorwacki oficer, uczestnik wojny w Chorwacji.
Jest absolwentem Akademii Sił Powietrznych Jugosłowiańskiej Armii Ludowej. W dniach 29 sierpnia – 13 października 1991, w trakcie bitwy o Vukovar, dowodził siłami chorwackimi i obroną miasta. W dniach 13 października – 16 listopada 1991 dowodził strefą operacyjną Vukovar – Vinkovci – Županja.